# Herb gminy Krasnystaw
Herb gminy Krasnystaw – jeden z symboli gminy Krasnystaw, ustanowiony 28 października 2003.

## Wygląd i symbolika
Herb przedstawia na tarczy w polu zielonym złotego karpia skierowanego w prawo (nawiązanie do herbu Krasnegostawu), otoczonego srebrną gałęzią chmielu z dwoma liśćmi i dwiema szyszkami (uprawianego na terenie gminy). 